# Upplands runinskrifter 261
Upplands runinskrifter 261 är en vikingatida runsten av granit vid Fresta kyrka, Fresta socken och Upplands Väsby kommun. Återfunnen 1957. Runstenen är av grå granit. Den är 1,4 meter hög och 1,1 meter bred samt 0,3 meter tjock. Stenen är en av jarlabankestenarna. Stenens ristning är identisk med tre andra jarlabankestenar, nämligen U 164, U 165 och U 127.

## Inskriften
Translitterering av runraden:
iarlaba... lit × raisa × s[taina × þasa × a]t sik × kuikuan × ¶ auk × bru × þisa × karþi × fur ont [×] s[in]a × auk × ain ati alan tabu
Normalisering till runsvenska:
Iarlaba[nki] let ræisa stæina þessa at sik kvikvan, ok bro þessa gærði fyr and sina, ok æinn atti allan Tæby.
Översättning till nusvenska:
Jarlabanke lät resa dessa stenar efter sig, medan han levde, och han gjorde denna bro för sin själ, och han ägde ensam hela Täby.
Jarlabankestenarna som Jarlabanke låtit resa över sig själv är U 261, U 127, U 164, U 165, U 212 och U 149.